# La Seca
La Seca är en ort i Spanien.   Den ligger i provinsen Provincia de Valladolid och regionen Kastilien och Leon, i den centrala delen av landet, 150 km nordväst om huvudstaden Madrid. La Seca ligger 735 meter över havet och antalet invånare är 1 075.
Terrängen runt La Seca är platt. Runt La Seca är det ganska glesbefolkat, med 40 invånare per kvadratkilometer. Närmaste större samhälle är Medina del Campo, 11,3 km söder om La Seca. Trakten runt La Seca består till största delen av jordbruksmark.